# Santa Maria de Marvão
Santa Maria de Marvão ist eine Gemeinde (Freguesia) im portugiesischen Kreis (Concelho) von Marvão. In ihr leben 398 Einwohner (Stand 19. April 2021).
Sie umfasst das eigentliche Stadtgebiet der Kleinstadt (Vila) Marvão. Hier sind die Pousada, der Schandpfahl (port.: Pelourinho), Burg und Befestigungsanlagen, und das in der früheren Gemeindekirche untergebrachte Stadtmuseum (port.: Museu Municipal) zu finden. Auch Sakralbauten, Brunnen, Brücken, und historische öffentliche und private Gebäude stehen hier unter Denkmalschutz.
Zudem ist der historische Ortskern als Einheit denkmalgeschützt.